# Tullio Padovani
Tullio Padovani (Udine, 27 marzo 1944) è un giurista italiano, attivo nello studio del diritto penale.

## Biografia
Perfeziona la propria formazione universitaria presso il Collegio giuridico della Scuola Normale di Pisa sino al 1969. In quello stesso anno, viene nominato assistente in diritto penale presso la facoltà dell'università di Pisa e, successivamente, a Roma. Continua la propria formazione e promuove un'attività di ricerca presso le università tedesche di Tubinga e Heidelberg. Nel 1973, viene nominato professore di diritto penale presso la facoltà di giurisprudenza dell'università di Pisa. Il medesimo incarico verrà ricoperto, dal 1989 al 2014, nella Classe di Scienze Sociali della Scuola Superiore Sant’Anna di Pisa. Ha partecipato a diverse commissioni, formate dal ministero di grazia e giustizia, per realizzare riforme in ambito di diritto penale, sia sostanziale che processuale. Padovani è membro dell'Accademia Nazionale dei Lincei.

## Opere
- (Artt. 1-413), in Codice penale, Milano, Giuffrè Editore, 2007, OCLC 255017935.
- Con Vincenzo Vitiello, Non dire falsa testimonianza, Bologna, Il Mulino, 2011, ISBN 9788815150684, OCLC 875261562.
- Plurisoggettività nel reato e come reato, Pisa, Pisa University Press, 2014, ISBN 9788867413805, OCLC 885254522.
- Jus non scriptum e crisi della legalità nel diritto penale, Napoli, Editoriale Scientifica, 2014, ISBN 9788863426083, OCLC 883550864.
- Diritto penale della circolazione stradale: aspetti sostanziali e processuali, lavoro di pubblica utilità e sanzioni accessorie, strategie processuali e azione civile nel processo penale, curatore scientifico Alessandro Trinci e Simone Balzani, Milano, Giuffrè Editore, 2021, ISBN 9788813372187, OCLC 1280488413.
- Tortura, Pisa, Pisa University Press, 2021, ISBN 9788867416226, OCLC 1285919353.
- Diritto penale, 13ª ed., Milano, CEDAM, 2023, ISBN 9788828848318, OCLC 1398563547.